# World Vale-tudo Championship
World Vale-tudo Championship (WVC) foi um organização de vale-tudo organizado pelo promoter brasileiro Frederico Lapenda.
Entre lutadores famosos que participaram destes eventos, temos Marco Ruas, Igor Vovchanchyn, Pedro Rizzo, Mark Kerr, Heath Herring, dentre outros.

## Eventos
| Evento                                   | Data                    | Local                                 |
| ---------------------------------------- | ----------------------- | ------------------------------------- |
| WVC 1 - World Vale-tudo Championship 1   | 14 de Agosto de 1996    | Tokyo Bay NK Hall                     |
| WVC 2 - World Vale-tudo Championship 2   | 10 de Novembro de 1996  | Brasil                                |
| WVC 3 - World Vale-tudo Championship 3   | 19 de Janeiro de 1997   | Brasil                                |
| WVC 4 - World Vale-tudo Championship 4   | 16 de Março de 1997     | Brasil                                |
| WVC 5 - World Vale-tudo Championship 5   | 03 de Fevereiro de 1998 | Boate Fun House, Recife               |
| WVC 6 - World Vale-tudo Championship 6   | 01 de Novembro de 1998  | Brasil                                |
| WVC 7 - World Vale-tudo Championship 7   | 02 de Fevereiro de 1999 | Boate Fun House, Recife               |
| WVC Aruba                                | 20 de Março de 1999     | Aruba                                 |
| WVC 8 - World Vale-tudo Championship 8   | 01 de Julho de 1999     | Havana Beach Club,                    |
| WVC 9 - World Vale-tudo Championship 9   | 27 de Setembro de 1999  | Havana Beach Club,                    |
| WVC 10 - World Vale-tudo Championship 10 | 27 de Maio de 2000      | Recife, Pernambuco,                   |
| WVC 11 - World Vale-tudo Championship 11 | 27 de Maio de 2000      | Recife, Pernambuco,                   |
| WVC 12 - World Vale-tudo Championship 12 | 09 de Junho de 2001     | Recife, Pernambuco,                   |
| WVC 13 - World Vale-tudo Championship 13 | 09 de Junho de 2001     | Recife, Pernambuco,                   |
| WVC 14 - World Vale-tudo Championship 14 | 07 de março de 2002     | Grand Lido Braco Resort, Runaway Bay, |